# كريستوفر مارشال (طبيب)
كريستوفر مارشال (بالإنجليزية: Christopher Marshall)‏‏ (19 يناير 1949 - 8 أغسطس 2015) زميل الجمعية الملكية، هو عالم بريطاني عمل رئيسًا لقسم بيولوجيا السرطان في معهد أبحاث السرطان. حصل على ميدالية بوكانان عام 2008 لمساهماته البارزة في فهم العملية التي تتطور بها السرطانات، ومساهماته في تحديد الأهداف الرئيسية للعلاج.

## النشأة
وُلد مارشال في برمنغهام بالمملكة المتحدة وتلقى تعليمه في مدرسة الملك هنري الثامن بكوفنتري. ثم درس العلوم الطبيعية في جامعة كامبريدج ثم حصل على درجة الدكتوراه في بيولوجيا الخلية في جامعة أكسفورد. أعقب دراساته العليا عمل ما بعد الدكتوراه في مختبرات صندوق أبحاث السرطان الإمبراطوري في لينكولن إن فيلدز (الآن جزء من معهد فرانسيس كريك) في لندن ومعهد دانا فاربر للسرطان في بوسطن.

## التعليم
تلقى مارشال تعليمه في مدرسة الملك هنري الثامن بكوفنتري. ثم درس العلوم الطبيعية في جامعة كامبريدج ثم حصل على درجة الدكتوراه في بيولوجيا الخلية في جامعة أكسفورد.

## أبحاث الجينات الورمية
في عام 198 ، انتقل مارشال إلى معهد أبحاث السرطان في لندن، وبدأ دراسات لتحديد جينات السرطان البشرية. أدى هذا العمل، بالتعاون مع زميله آلان هول، إلى تحديد NRAS، وهو أحد مكونات الأورام البشرية الجديدة. أظهر العمل اللاحق من مختبره أن NRAS لها أدوار مهمة في سرطان الدم وأظهر آخرون دور NRAS في سرطان الجلد. بعد تحديد NRAS، ركز مارشال على دراسة كيفية عمل NRAS وجيني RAS الآخرين، HRAS و KRAS، في السرطان. أظهر عمله في مجال إشارات الخلية كيف تشارك RAS وبروتينات الإشارة الأخرى في نقل الإشارات من خارج الخلية إلى نواة الخلية. وضع عمله الأساس للدراسات التي أظهرت أهمية جين سرطان BRAF في سرطان الجلد.
قرابة وفاته، درس مختبر مارشال آليات إرسال الإشارات الخلوية التي تسمح للخلايا السرطانية بالانتشار عبر الجسم. على وجه الخصوص، ركزت هذه الدراسات على مسارات نقل الإشارة التي تنظمها عائلة Ras و Rho من GTPases الصغيرة.

## الطلاب والخريجين
انتقل العديد من زملاء ما بعد الدكتوراه وطلاب الدراسات العليا الذين تدربوا في مختبر البروفيسور مارشال إلى مناصب مرموقة:
- البروفيسور كارين فوسدن، كبير علماء CRUK وقائد المجموعة في معهد فرانسيس كريك، لندن، المملكة المتحدة.
- البروفيسور جون هانكوك، رئيس وأستاذ برنامج شراكة الموازنة الدولية، كلية الطب بجامعة تكساس، الولايات المتحدة الأمريكية.
- البروفيسور أليسون لويد، أستاذ بيولوجيا الخلية، جامعة كوليدج لندن، المملكة المتحدة.
- البروفيسور ريتشارد ماريه، رئيس أبحاث السرطان في معهد مانشستر بالمملكة المتحدة، المملكة المتحدة.
- البروفيسور مايك أولسون، معهد بيتسون، غلاسكو، المملكة المتحدة.
- البروفيسور إريك ساهي، قائد مجموعة، معهد فرانسيس كريك، لندن، المملكة المتحدة.
- الأستاذة فيكتوريا سانز مورينو، رئيسة مجموعة، معهد بارتس للسرطان، جامعة كوين ماري بلندن، المملكة المتحدة.
- الدكتور فراز مردخه، رئيس مجموعة، معهد بارتس للسرطان، جامعة كوين ماري بلندن، المملكة المتحدة.

## الجوائز والتكريمات
- عضو المنظمة الأوروبية للبيولوجيا الجزئية
- انتخب زميلاً في الجمعية الملكية (FRS)
- انتخب زميلا لأكاديمية العلوم الطبية (FMedSci)
- زميل الأكاديمية الأوروبية لعلوم السرطان
- محاضرة الاسترليني (جامعة بنسلفانيا)
- محاضرة والتر هوبيرت (الجمعية البريطانية لأبحاث السرطان)
- محاضرة CH Li Memorial (جامعة كاليفورنيا، بيركلي)
- 1999 وسام نوفارتيس من جمعية الكيمياء الحيوية
- 2008 وسام بوكانان من الجمعية الملكية
- 2011 جائزة أبحاث السرطان في المملكة المتحدة مدى الحياة في جائزة أبحاث السرطان.[11] [12]